# Cladorhiza arctica
Cladorhiza arctica är en svampdjursart som beskrevs av Burton 1946. Cladorhiza arctica ingår i släktet Cladorhiza och familjen Cladorhizidae. Inga underarter finns listade i Catalogue of Life.